# Morigny
Morigny is een gemeente in het Franse departement Manche (regio Normandië) en telt 88 inwoners (2009). De plaats maakt deel uit van het arrondissement Saint-Lô.

## Geografie
De oppervlakte van Morigny bedraagt 4,3 km², de bevolkingsdichtheid is dus 20,5 inwoners per km².
De onderstaande kaart toont de ligging van Morigny met de belangrijkste infrastructuur en aangrenzende gemeenten.

## Demografie
Onderstaande figuur toont het verloop van het inwonertal (bron: INSEE-tellingen).

1. ↑  Populations de référence 2022.